# James Mackay (Schauspieler)

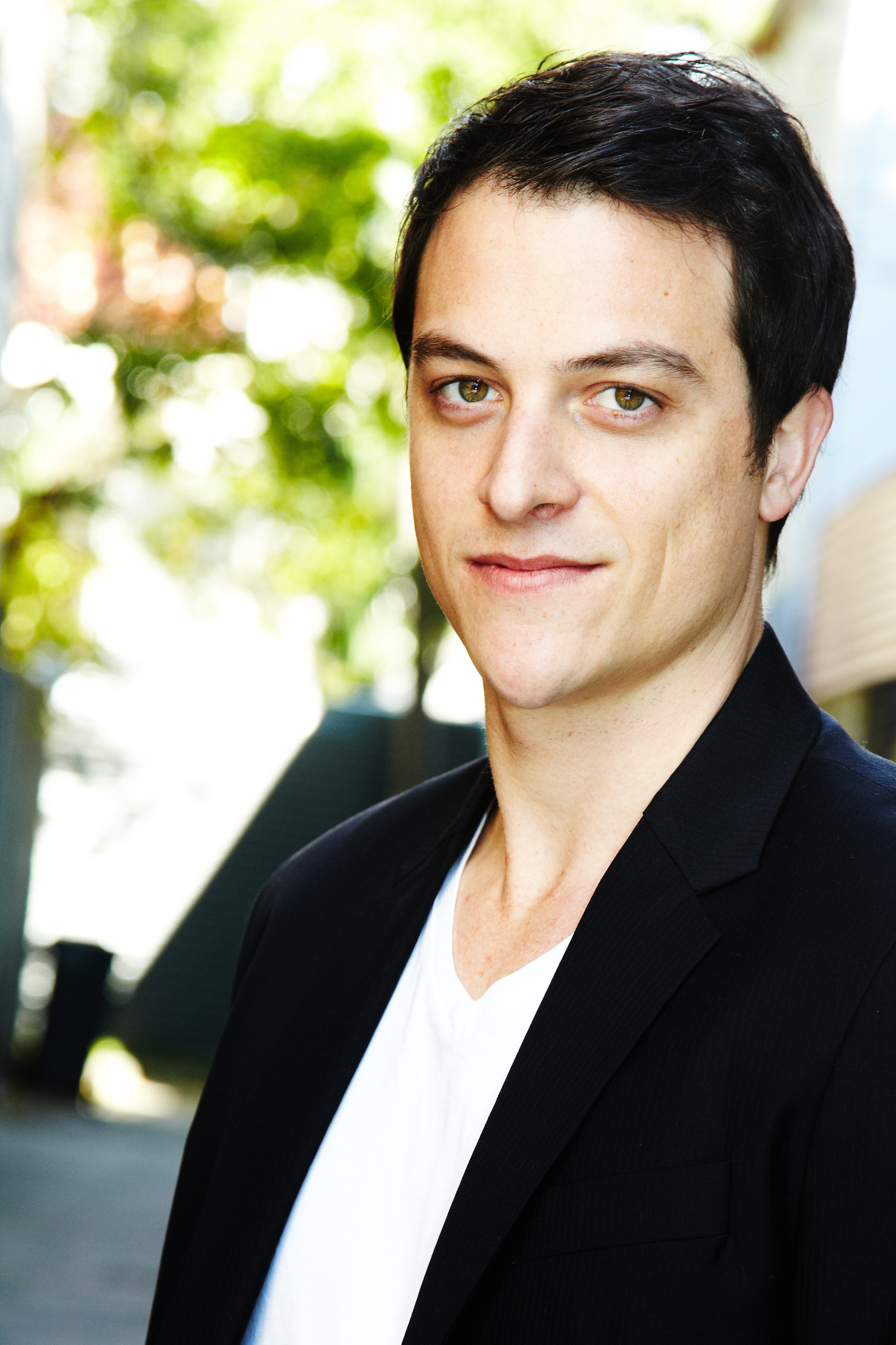
James Mackay (2012)

James Mackay (* 20. Juli 1984 in Sydney, New South Wales, Australien) ist ein australischer Theater-, Film- und Fernseh-Schauspieler. Er spielte Rollen in Filmen wie In der Haut von Venice, Skin Deep, The Dressmaker oder The Lovers.

## Leben und Karriere
James Mackay, Jahrgang 1984, studierte zuerst an der Universität Sydney, wo er seinen Bachelor of Arts in Geschichte und Englischer Literatur machte. Im Anschluss daran folgte eine Schauspielausbildung an der Western Australian Academy of Performing Arts in Perth. Mackay hatte bereits an der Sydney Grammar School an Schulaufführungen mitgewirkt und begann 2008 seine Laufbahn als Schauspieler in zwei Kurzfilmen. 2010 gab er sein Kinofilmdebüt in dem Horrorthriller Don’t Be Afraid of the Dark unter der Regie von Troy Nixey. In den nächsten Jahren folgten Filmengagements in Kinoproduktionen wie In der Haut von Venice, Headhunt, Skin Deep, The Dressmaker von Regisseurin Jocelyn Moorhouse oder dem Filmdrama The Lovers von Regisseur Roland Joffé.
Im TV trat er in verschiedenen Fernsehfilmen und Fernsehserien als Schauspieler in Erscheinung, unter anderem 2012 in fünf Folgen der Krimiserie The Straits oder 2014 in zwei Episoden der Science-Fiction-Serie The Tomorrow People. Neben seiner Arbeit in Film und Fernsehen war James Mackay seit 2009 auch am Theater aktiv. Unter anderem war er künstlerischer Mitarbeiter der unabhängigen Theatergruppe Cry Havoc. Im Jahr 2012 spielte Mackay mit der Sydney Theatre Company in der Rolle des Danceny in Gefährliche Liebschaften neben Hugo Weaving. Im Jahr 2013 sah man ihn in der Alan Bennett Aufführung The History Boys am Sydney Opera House.
Im Juni 2013 war James Mackay der Empfänger des fünften „Australians in Film“ Heath Ledger Stipendiums.

## Filmografie (Auswahl)

### Kino
- 2010: Don’t Be Afraid of the Dark
- 2012: In der Haut von Venice (Being Venice)
- 2012: Headhunt (Redd Inc.)
- 2014: Skin Deep
- 2015: The Dressmaker
- 2015: The Lovers
- 2016: Hacksaw Ridge – Die Entscheidung (Hacksaw Ridge)
- 2017: Pirates of the Caribbean: Salazars Rache (Pirates of the Caribbean: Dead Men Tell No Tales)
- 2017: Battle of the Sexes – Gegen jede Regel (Battle of the Sexes)
- 2022: Girl at the Window

### Fernsehen
- 2010: Rescue Special Ops (Fernsehserie, eine Episode)
- 2011: Panic at Rock Island (Fernsehfilm)
- 2012: The Straits (Fernsehserie, fünf Episoden)
- 2012: Micro Nation (Fernsehserie, eine Episode)
- 2014: The Tomorrow People (Fernsehserie, zwei Episoden)
- 2017: A Bunch of Dicks (Fernsehminiserie)
- 2017: The Leftovers (Fernsehserie, eine Episode)
- 2017: Love Child (Fernsehserie, eine Episode)
- 2017–2019, 2022: Der Denver-Clan (Dynasty, Fernsehserie, 30 Episoden)
- 2022: Savage River (Fernsehminiserie, sechs Episoden)

### Kurzfilme
- 2008: Misconception
- 2008: Ace Neally
- 2010: Connection
- 2011: Hairpin
- 2014: Manny Gets Censored